# Lynn Margulis
Lynn Margulis (Chicago, 5 maart 1938 - Amherst (Massachusetts), 22 november 2011) was een Amerikaanse biologe die bekend is van haar 'symbiogenetische theorie' of Serial Endosymbiosis Theory (SET) voor het ontstaan van eukaryotische cellen. Margulis was, samen met de Britse chemicus James Lovelock, de mede-ontwikkelaar van de Gaia-hypothese, die inhoudt dat op Aarde de biosfeer op de anorganische omgeving inwerkt zodat er een zelfregulerend systeem ontstaat.

## Biografie
Lynn Margulis werd geboren als Lynn Alexander, oudste dochter van Morris Alexander (jurist en zakenman) en Leone Wise (reisleidster). Ze ging naar de Hyde Park High School en al op de leeftijd van veertien jaar naar de universiteit van Chicago, waar ze in 1957 haar graad behaalde. Hetzelfde jaar trouwde ze met de later beroemd geworden astronoom Carl Sagan. Daarna studeerde ze genetica en zoölogie aan de universiteit van Wisconsin, waarin ze in 1960 afstudeerde. In 1963 scheidde ze van Sagan. Ze promoveerde in 1965 en datzelfde jaar trouwde ze met de chemicus Thomas Margulis, van wie ze in 1978 scheidde, maar zij bleef haar werk onder zijn achternaam voortzetten. Ze overleed op 22 november 2011, enkele dagen nadat ze door een hersenbloeding was getroffen.
Samen met Tony Swain was Margulis in 1979 de oprichter van het Planetary Biology Internship, die het gevorderde studenten mogelijk maakt om te participeren in biologisch onderzoek van de NASA.
In 1998 kende het American Institute of Biological Sciences haar de AIBS Distinguished Scientist Award toe. In 2008 kreeg ze de Darwin-Wallace Medal van de Linnean Society of London.

## Wetenschappelijk werk

### Endosymbiontentheorie
In haar proefschrift uit 1965 liet ze, zestig jaar nadat de Russische botanicus Konstantin Merezjkovski de stelling had gepubliceerd dat chloroplasten zijn terug te voeren op symbiotische eencellige algen, een "endosymbiontenhypothese" zien: eukaryote cellen zouden zijn voortgekomen uit symbiose van diverse soorten bacteriën. Margulis stelde dat complexe celorganellen evolutionaire bewijzen ervoor zouden bevatten. In 1967 werd haar verhandeling Origins of Mitosing Cells (De oorsprong van cellen met mitose) in de Journal of Theoretical Biology gepubliceerd.
In 1983 werd zij gekozen als lid van de Nationale Academie van Wetenschappen. Haar SET-theory wordt tegenwoordig in wijde wetenschappelijke kring aanvaard als de endosymbiontentheorie.

### Gaia-hypothese
Toen Margulis twijfel uitte over de anorganische afkomst van gassen in de atmosfeer, omdat ze veel bacteriën onderzocht die gassen uitstootten, werd haar aangeraden naar Lovelock te gaan. Vanaf dat moment ontstond er een intense samenwerking tussen Margulis en Lovelock. Ze stelde voor dat vooral bacteriën bijdragen aan de homeostase. Een andere belangrijke bijdrage van haar was het idee dat de Aarde niet als een organisme moest worden bekeken, maar als een systeem. Dit vatte ze samen in de uitspraak: "No organism eats its own waste"

## Publicaties (selectie)

### Boeken
- Origins of the Eukaryotic Cells, 1970
- Symbiosis in Cell Evolution, 1981
- Origin of Sex: Three Billion Years of Genetic Recombination, 1986 (met haar zoon Dorion Sagan)
- Microcosmos: Four Billion Years of Microbial Evolution, 1987 (met Dorion Sagan)
- Mystery Dance: On the Evolution of Human Sexuality, 1991 (met Dorion Sagan)
- Symbiosis in Cell Evolution: Microbial Evolution in the Archaean and Proterozoic Eons, 1992
- The Garden of Microbial Delights: A Practical Guide to the Subvisible World, 1993 (met Dorion Sagan)
- Slanted Truths: Essays on Gaia, Symbiosis, and Evolution, 1997 (met Dorion Sagan)
- Five Kingdoms: An Illustrated Guide to the Phyla of Life on Earth, 1997 (met Karlene V. Schwartz)
- What Is Sex?, 1997 (met Dorion Sagan)
- Symbiotic Planet: A New Look at Evolution, 1998
- What Is Life?, 2000 (met Dorion Sagan en Niles Eldredge)
- Acquiring Genomes: A Theory of the Origins of Species, 2002 (met Dorion Sagan)
- Luminous Fish: Tales of Science and Love, 2007 (verhalen)
- Mind, Life and Universe: Conversations with Great Scientists of Our Time, 2007 (met Eduardo Punset)
- Dazzle Gradually: Reflections on the Nature of Nature, 2007 (met Dorion Sagan)

### Artikels & bijdragen
- God, Gaia, and Biophilia, in: Stephen R. Kellert en Edward O. Wilson (eds.), The Biophilia Hypothesis, 1993, ISBN 1559631473, p. 345-364 (met Dorian Sagan)
- "The Atmosphere as Circulatory System of the Biosphere: The Gaia Hypothesis", in: CoEvolution Quarterly, 1975, nr. 6, p. 30-41